# 阿波山川站
阿波山川站（日语：／ Awa-yamakawa eki */?）是一位於日本德島縣吉野川市，隸屬於四國旅客鐵道（JR四國）的鐵路車站，車站編號為B14。是未併入吉野川市前的山川町的中心車站，現時停靠
所有級別列車均停靠。亦是德島線內唯一停靠特急列車的單式月台。
車站開業時稱為「湯立站」，1957年改名為現時站名。由於日本國鐵於鹿兒島縣指宿枕崎線已設有山川站，因此加入了舊令制國「阿波」於站名內。

## 車站結構
設有單層木製站舍1座。正式的車站出入口設於站舍的窄邊，直望可見到舊票務處及站務室；而通常與閘口相對的趟門出入口為側門，由側門離開站舍，前端則為發售山川町的特色和菓子總店。候車大堂較一般車站為寬落，過往曾設有售賣小店，但已撤去及拆卸。
2010年10月1日起，與阿波川島站、學站、阿波加茂站等因JR四國精簡人手，降為無人站，並加設了簡易自動售票機，但不能購買特急車票。
只設有側式月台1座，有效長度為5輛，列車不能在此站進行交換。月台出入口設於前端近川田站方向，而在月台中央位置則設有1座約半節車廂長度的候車亭及座椅。列車停靠時，上行往德島方向為左側開門；下行往阿波池田方向為右側開門。

### 月台配置
| 路線    | 方向 | 目的地                                  | 備註 |
| ------- | ---- | --------------------------------------- | ---- |
| ■德島線 | 上行 | 德島、直通■牟岐線至阿南、桑野、海部方向 |      |
| ■德島線 | 下行 | 穴吹、阿波池田方向                      |      |

## 歷史
- 1900年8月7日：開業，車站最初命名為「湯立站」（「）」。
- 1957年4月1日：車站改稱「阿波山川站」。
- 1987年4月1日：日本國鐵分割民營化，車站的營運由JR四國繼承。
- 2010年10月1日：因JR四國精簡人手，降為無人站。

## 利用狀況
| 乗車人員推移 | 乗車人員推移 |
| 年度         | 1日平均人數  |
| ------------ | ------------ |
| 1995         | 776          |
| 1996         | 792          |
| 1997         | 718          |
| 1998         | 679          |
| 1999         | 657          |
| 2000         | 608          |
| 2001         | 572          |
| 2002         | 537          |
| 2003         | 512          |
| 2004         | 507          |
| 2005         | 599          |
| 2006         | 511          |
| 2007         | 481          |
| 2008         | 484          |
| 2009         | 439          |
| 2010         | 438          |

## 相鄰車站
四國旅客鐵道（JR四國）
■德島線
山瀨（B13）－阿波山川（B14）－川田（B15）